# Joseph Keith Symons
Joseph Keith Symons (* 14. Oktober 1932 im Champion Township, Marquette County, Michigan) ist ein US-amerikanischer Geistlicher und emeritierter Bischof von Palm Beach.
Nach dem Studium der Theologie wurde er am 18. Mai 1958 für das Bistum Saint Augustine zum Priester geweiht.
Am 16. Januar 1981 wurde er von Papst Johannes Paul II. zum Weihbischof in Saint Petersburg und zum Titularbischof von Sigus ernannt. Die Bischofsweihe erhielt er am 19. März 1981 durch den Bischof von Saint Petersburg, William Thomas Larkin. Mitkonsekratoren waren der Erzbischof von Miami, Edward Anthony McCarthy, und der Erzbischof von Louisville, Thomas Joseph McDonough. Am 4. Oktober 1983 wurde er zum Bischof von Pensacola-Tallahassee ernannt und dort am 8. November desselben Jahres installiert. Am 12. Juni 1990 wurde er Bischof von Palm Beach. Seine Einführung erfolgte am 31. Juli 1990.
Als Bischof von Palm Beach trat er am 6. Juni 1998 zurück. Als Grund für den Rücktritt erklärte er, er habe in frühen Jahren seiner Priesterschaft fünf Minderjährige sexuell missbraucht.